# Hr.Ms. Dordrecht (1983)
De Hr.Ms. Dordrecht (M 852) was een Nederlandse mijnenjager van de Alkmaarklasse vernoemd naar de Zuid-Hollandse plaats Dordrecht. Het schip is gebouwd door de scheepswerf Van der Giessen-de Noord in Alblasserdam.
De Dordrecht is samen met de Harlingen, Alkmaar, Scheveningen en Delfzijl op 24 augustus 2005 verkocht aan de Baltische staat Letland voor een totaal bedrag van 57 miljoen euro, wat dus neerkomt op een bedrag van 11,4 miljoen per schip.
De Dordrecht is op 4 april 2008 overgedragen aan de Letse marine waar het dienstdoet onder de naam Talivaldis.